# سرپیکو
سرپیکو (به انگلیسی: Serpico) نام فیلمی نئو نوآر، درام و جنایی به کارگردانی سیدنی لومت، تهیه‌کنندگی دینو دلارنتیس، نویسندگی پیتر ماس و والدو سالت و با بازی آل پاچینو است که در ۵ دسامبر ۱۹۷۳ اکران شد. «سرپیکو» از فیلم‌های بنام سیدنی لومت و یکی از آثار تحسین‌شده صنعت سینما در دهه هفتاد است.
سرپیکو قصه زندگی و فعالیت‌های یک پلیس نیویورکی است که علیه فساد طغیان کرده بود. مبارزه علیه فساد باعث می‌شود که علیه همکاران فاسد و رشوه‌بگیر خود موضع‌گیری کند اما این کار برای او گران تمام می‌شود و باعث می‌شود که بالادستی‌هایش هم علیه او موضع‌گیری کنند.
آل پاچینو برای این فیلم نامزد دریافت جایزه اسکار بهترین بازیگر مرد سال شد. سیدنی لومت این فیلم را افشاگرانه قلمداد کرد و نامزد اسکار بهترین فیلمنامه اقتباسی شد.
سرپیکو چهارصد و هفتاد و هشتمین فیلمی است که منتقدان سینمایی معتقدند باید دید.

## داستان فیلم
«فرانک سرپیکو» (پاچینو) به نیروی پلیس منطقه ۸۲ نیویورک می‌پیوندد و به عنوان پلیسی تازه‌کار به خدمت مشغول می‌شود. اما چون سودای کارآگاه شدن در سر دارد، به دایره جنایی منتقل می‌شود و هم‌زمان در دانشگاه نیویورک به تحصیل می‌پردازد. «سرپیکو» با مقام ارشد خود کنار نمی‌آید و از «بازرس مکلین» می‌خواهد که او را به منطقه بیست و یکم منتقل کند. در نخستین روز فعالیت خود در این منطقه، می‌خواهند به او باج بدهند، که این موضوع را با دوستش، «باب بلر»، بلر یکی از کارمندان بخش بازرسی پلیس است که در کلاسی که برای آموزش برای پلیسها گذاشته‌اند با او آشنا می‌شود و خود را به مستی می‌زند و وقتی از پاکی او مطمئن می‌شود با او طرح دوستی می‌ریزد. (رابرتس) که عضو کمیته ویژه شهرداری است در میان می‌گذارد تا اینکه با وساطت «مکلین» به دایره خوش‌نام منتقل می‌شود، اما همچنان با پیشنهاد رشوه روبرو است. «سرپیکو» و «بلر» تلاش می‌کنند تا فساد رشوه خواری را ریشه یابی کنند، اما به نتیجه نمی‌رسند. سرانجام «سرپیکو» با کمک «بازرس لومباردو» (گروور) از منطقه هشت و همکاری «بلر» پرونده رشوه خواری افراد پلیس را پی‌گیری می‌کند، و کمیسیون ویژه‌ای تشکیل می‌شود. در اوج ماجرا، «سرپیکو» را به دایره مواد مخدر پلیس بروکلین منتقل می‌کنند…

## بازیگران
- آل پاچینو
- جان رندولف
- جک کهو
- تونی رابرتس
- آلن ریچ
- جیمز تولکان
- ناتان جرج
- آلن نورث
- ام امت والش
- فهرید موری آبراهام
- جان براندن
- سام کوپولا
- رنه انریکس
- جاد هیرش
- تونی لو بیانکو
- وال بیسگلیو
- استیون پرلمن

## اطلاعات متفرقه دربارهٔ فیلم
- این فیلم بر مبنای سرگذشت واقعی «فرانک سرپیکو» پلیسی صادق و عدالت‌خواه که با محیط فاسدی که در آن زندگی می‌کرد ناسازگار بود، توسط «سیدنی لومت» ساخته شد. «فرانک سرپیکو» پلیسی نیویورکی است که به تسلیم ناپذیری شهرت دارد و حداقل چندین پلیس قسم خورده‌اند که او را بکشند. او به بدترین واحد ممکن منتقل می‌شود تا کشته شود تا آنجا که تیری به صورتش می‌خورد. بعد از مدتی حال سرپیکو بهتر می‌شود. به او ارتقاء درجه می‌دهند ولی او نمی‌پذیرد و برای همیشه آمریکا را ترک می‌کند.
- فیلم در زمان نمایش غوغا کرد و با ستایش خوبی از سوی منتقدان روبرو شد.
- «سیدنی لومت» فیلمبرداری را از صحنه‌های معمولی شروع کرد تا بازیگران کم‌کم در نقش خود حل شوند و سپس فیلمبرداری صحنه‌های دشوارتر شروع شد. برای «لومت» فیلمبرداری جذابترین و خلاقانه‌ترین بخش کار فیلمسازی است و مراحل فنی بعدی فرساینده و بی‌لذت است.
- جدای از کارگردانی «لومت»، سنگینی فیلم بیشتر بر دوش «پاچینو» است که در یکی از نخستین نقش‌های سینمایی‌اش می‌درخشد، او قبل از ساخته شدن فیلم برای درک بهتر نقش، مدتی را با سرپیکوی واقعی گذرانده بود! خود «پاچینو» در این مورد می‌گوید: بیشتر سعی می‌کردم وقتم را با فرانک بگذرانم، آن قدر که حسی مثل او پیدا کنم. یک بار در ویلای اجاره‌ای من در مانتاک بودیم. نشسته بودیم و به آب نگاه می‌کردیم. با خودم گفتم خوب بگذار من هم مثل بقیه سؤال احمقانه‌ای بپرسم که این بود: (چرا فرانک؟ چرا این کار را کردی؟) گفت: (خب، آل، نمی‌دانم. شاید باید بگویم چون… اگر نمی‌کردم وقتی به یک موسیقی گوش می‌کردم نمی‌دانستم کی هستم) خیلی جالب قضیه را بیان کرد! این جور آدمی بود. از بودن با او لذت بردم. چشم‌هایش برق شیطنت داشت.